# Klester Cavalcanti
Klester Severo Cavalcanti da Silva (Recife, 16 de Abril de 1969) é um jornalista e escritor brasileiro.
É autor dos livros Direto da Selva (2002), Viúvas da Terra (2004), O Nome da Morte (2006), Dias de Inferno na Síria (2012) e A Dama da Liberdade (2015). Os três últimos serão adaptados para o cinema.

## Biografia
Klester Severo Cavalcanti da Silva nasceu em Recife, onde iniciou sua carreira de jornalista. Formado em Comunicação Social, com ênfase em jornalismo, pela Universidade Católica de Pernambuco, é considerado um dos melhores jornalistas investigativos do Brasil [carece de fontes?].
Já trabalhou em alguns dos maiores veículos de comunicação do país, como Veja, Estadão e IstoÉ. Recebeu prêmios internacionais , como o de Melhor Reportagem Ambiental da América do Sul, conferido pela agência Reuters e pela ICUN (International Union for Conservation of Nature, ou União Mundial para a Natureza) e o Natali Prize, o mais importante prêmio de Jornalismo de Direitos Humanos do mundo. Já foi agraciado, também, com o Prêmio Vladimir Herzog de Direitos Humanos e com o Prêmio Direitos Humanos de Jornalismo. Também é três vezes vencedor do Prêmio Jabuti de Literatura, a mais importante premiação da literatura nacional. O primeiro Jabuti foi em 2005 com o livro “Viúvas da Terra”, o segundo  em 2007 com “O Nome da Morte” e o terceiro em 2013 com “Dias de Inferno na Síria”.
Em seu quarto livro narrou a experiência de quando foi preso na Síria ao fazer uma reportagem especial sobre a guerra  naquele país.
Mesmo viajando com o visto de imprensa concedido pelo Governo Sírio, Klester foi preso pelas forças do governo de Bashar al-Assad, assim que ele chegou à cidade de Homs, local mais afetado pelos conflitos. Até hoje, ele é o único jornalista brasileiro a entrar em Homs desde o início da guerra . Detido no centro da cidade e sem direito a dar um telefonema sequer, Klester Cavalcanti passou seis dias na prisão. Ele foi trancafiado na Penitenciária Central de Homs, numa cela com mais de 20 presos comuns, todos árabes e moradores da região. Durante esses dias, o jornalista brasileiro foi várias vezes ameaçado de morte, algemado e torturado. Ainda teve de dormir e comer no chão. A soltura somente ocorreu quando o Governo Brasileiro soube da sua prisão e intercedeu oficialmente junto ao Governo Sírio, solicitando sua libertação. De volta ao Brasil, Klester escreveu o livro "Dias de Inferno na Síria", lançado pelo selo Benvirá, da editora Saraiva.
Seu mais recente livro, "A Dama da Liberdade", conta a história da auditora fiscal do Trabalho, Marinalva Dantas, que, durante quase 10 anos, comandou o grupo do Governo Federal responsável por combater o trabalho escravo no Brasil. Essa mulher libertou mais de 2.300 trabalhadores escravos no nosso país , em pleno século 21.